# Хеґурі (Нара)
Хеґурі (яп. 平群町, へぐりちょう, хеґурі тьо ) — містечко в Японії, у північно-західній частині префектури Нара.